# Brandon Flynn
Brandon Flynn (* 11. října 1993, Miami, Florida, Spojené státy americké) je americký herec, který se proslavil rolí v seriálu Proč? 13x proto.

## Životopis
Flynn se narodil v Miami na Floridě, kde navštěvoval střední školu New World School of the Arts. Bakalářský titul získal na škole umění Mason Gross na Rutgerské univerzitě v New Jersey v roce 2016. Má dvě sestry, Jaime a Danielle.

## Kariéra
První role přišla v jeho deseti letech, kdy si zahrál pana Smeeho v muzikálové verzi Petera Pana. V roce 2016 byl obsazen do role stážisty Mika v seriálu stanice CBS Braindead - Živí mrtví, následovala role v mimo-broadwayské produkci Kid Victory ve Vineyard Theatre. Zlom v kariéře nastal až s obsazením do role Justina Foleyho v seriálu Proč? 13x proto. V únoru roku 2018 se připojil k obsazení seriálu Temný případ.

## Osobní život
Po společném účinkování v seriálu Proč? 13x proto se spekulovalo o jeho vztahu s Milesem Heizerem, tyto zprávy ale nebyly potvrzeny. V září 2017 začal chodit s britským zpěvákem Samem Smithem. Dvojice se rozešla po devíti měsících. V březnu 2019 chodil se skotským hercem Richardem Maddenem.

## Filmografie

### Film
| Rok  | Název           | Role         | Poznámky            |
| ---- | --------------- | ------------ | ------------------- |
| 2017 | Home Movies     |              | krátkometrážní film |
| 2018 | Binge           | Justin Foley | krátkometrážní film |
| 2020 | Looks That Kill | Max Richards |                     |

### Televize
| Rok       | Název                  | Role         | Poznámky                                                                                  |
| --------- | ---------------------- | ------------ | ----------------------------------------------------------------------------------------- |
| 2016      | Braindead - Živí mrtví | Mike         | díl: „The Power of Euphemism: How Torture Became a Matter of Debate in American Politics“ |
| 2017–2020 | Proč? 13x proto        | Justin Foley | hlavní role, 49 dílů                                                                      |
| 2019      | Temný případ           | Ryan Peters  | vedlejší role (3. řada)                                                                   |

### Hudební video
| Rok  | Název     | Umělec                      |
| ---- | --------- | --------------------------- |
| 2018 | „Lockjaw“ | Cook Thugless feat. Shyrley |